# Bni Makada
Beni Makada est l'un des quatre arrondissements de la ville de Tanger, elle-même située au sein de la préfecture de Tanger-Assilah, dans la région de Tanger-Tétouan-Al Hoceima. 

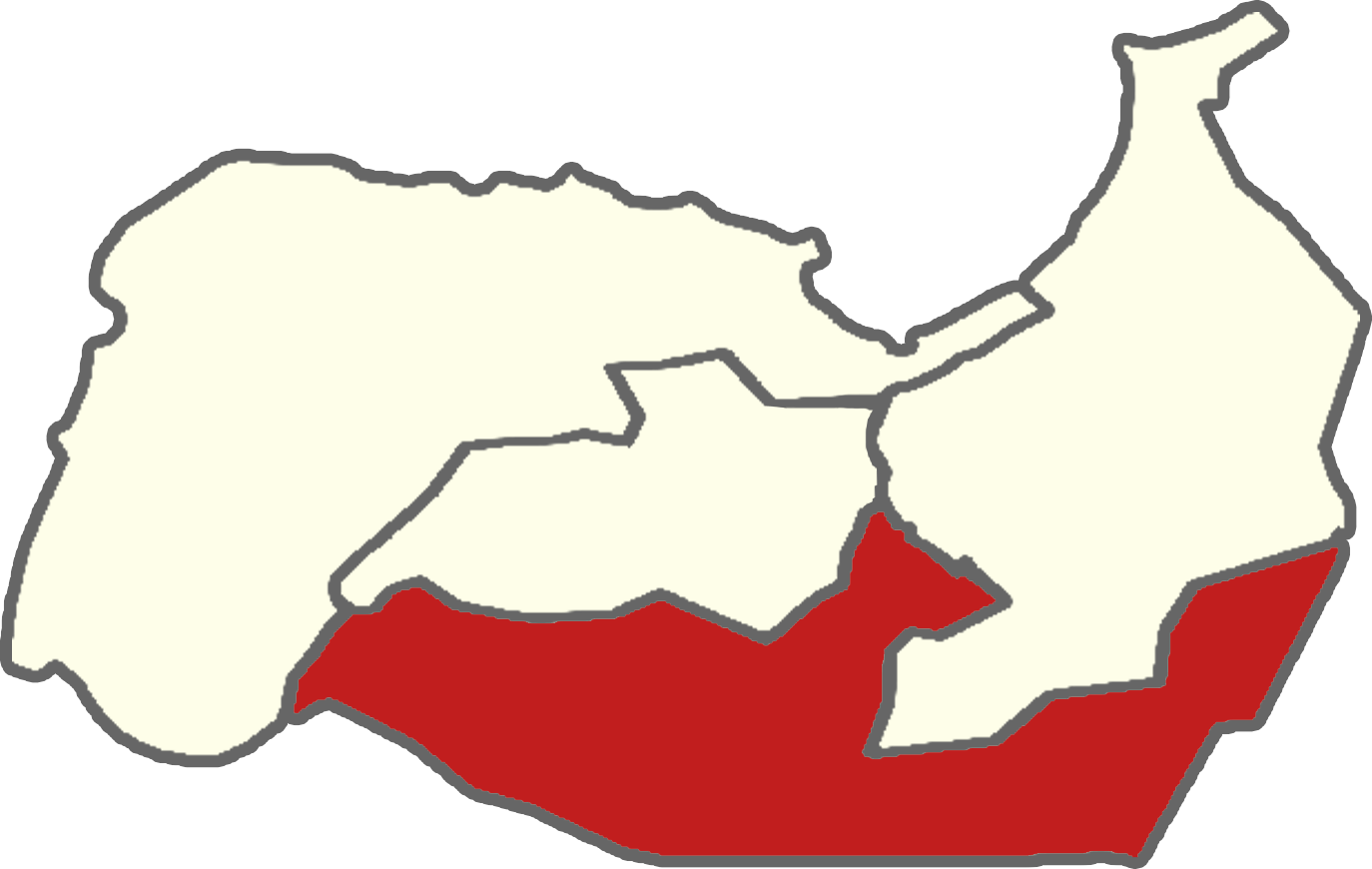

Cet arrondissement a connu, de 1994 à 2004 (années des derniers recensements), une hausse de population, passant de 144 154 à 238 382 habitants.